# Comme des garçons (like the Boys)
Comme des garçons (like the Boys) è un singolo della cantante giapponese Rina Sawayama, pubblicato il 17 gennaio 2020 come secondo estratto dal primo album in studio Sawayama.

## Descrizione
È brano dance, con forti influenze house, composto in chiave di Do maggiore ed ha un tempo di 119 battiti per minuto.

## Video musicale
Il video musicale è stato pubblicato il 26 febbraio 2020.

## Tracce
Testi e musiche di Bram Inscore, Nicole Morier e Rina Sawayama.
1. Comme des garçons (like the Boys) – 3:01